# Ornitologija
Ornitologíja (iz grških besed ὄρνις, ὄρνιθος, ornis, ornithos - »ptič« in λόγος, logos - »veda« oz. »znanost«) je panoga zoologije, ki se znanstveno ukvarja s proučevanjem ptic. Njeno področje obsega opazovanje in razvrščanje ptic, raziskovanje njihove telesne zgradbe, fiziologije, vedenja, oglašanja in leta, ter zaščita in ohranjanje ogroženih vrst.
Znanstvenik, ki se ukvarja s ptiči, je ornitolog. Zaradi opaznosti in privlačnosti ptic se z njihovim preučevanjem poleg poklicnih ornitologov ukvarja tudi množica ljubiteljskih, zato so ptiči ena najbolje preučenih skupin živali.